# District de Kazincbarcika
Le district de Kazincbarcika (en hongrois : Kazincbarcikai járás) est un des 16 districts du comitat de Borsod-Abaúj-Zemplén en Hongrie. Créé en 2013, il compte 65 823 habitants et rassemble 22 localités : 19 communes et 3 villes dont Kazincbarcika, son chef-lieu.

## Localités
- Alacska
- Alsótelekes
- Berente
- Bánhorváti
- Dédestapolcsány
- Felsőtelekes
- Izsófalva
- Kazincbarcika
- Kurityán
- Mályinka
- Múcsony
- Nagybarca
- Ormosbánya
- Rudabánya
- Rudolftelep
- Sajógalgóc
- Sajóivánka
- Sajókaza
- Sajószentpéter
- Szuhakálló
- Tardona
- Vadna